# 辛峰亭
辛峰亭位于中国江苏省常熟市虞山东岭，始建于南宋，原名“望湖亭”，明嘉靖年间称“达观亭”，明万历年间重建，改名“辛峰亭”。今亭为清康熙年间重建，六角形，重檐攒尖顶，边长3.8米，下檐高3米。“辛峰夕照”为虞山十八景之一。1982年11月17日，辛峰亭公布为常熟市文物保护单位。 